# Hugh Grosvenor, 2.º Duque de Westminster
Hugh Richard Arthur Grosvenor, 2.º Duque de Westminster (19 de março de 1879 – 19 de julho de 1953), foi um proprietário de terras britânico. Ele também é conhecido pelo seu apoio à ideologia nazi e pelo seu caso com a designer francesa Coco Chanel.

## Infância
Ele era filho de Victor Grosvenor, Conde Grosvenor (1853–1884), o filho falecido do 1.º Duque de Westminster, e da Sibell Lumley (1855–1929), filha do 9.º Conde de Scarborough. A sua mãe mais tarde se casou novamente com o político George Wyndham.
Após completar a sua educação em Eton, frequentou brevemente uma escola preparatória francesa dirigida pelo Conde de Mauny aos dezenove anos. Houve rumores sugerindo que o conde tinha feito avanços inapropriados em relação a alguns de seus alunos.

Grosvenor era conhecido nos círculos familiares como "Bendor", que também era o nome do cavalo de corrida Bend Or, propriedade do seu avô. Bend Or venceu O Derby em 1880, o ano seguinte ao nascimento de Grosvenor. O nome é uma referência aos antigos brasões da família: Azul, uma faixa dourada, que foram concedidos à família Scrope no famoso caso de 1389 ouvido perante o Tribunal de Cavalaria, conhecido como Scrope v Grosvenor. Sua esposa Loelia escreveu em suas memórias: 
"Claro que todos, até seus pais e irmãs, normalmente teriam chamado o bebê de 'Belgrave', então podem ter pensado que qualquer apelido era preferível. De qualquer forma, pegou, e os amigos do meu marido nunca o chamaram de outra coisa a não ser 'Bendor' ou 'Benny'."

## Propriedades
A sua propriedade ancestral rural situava-se em Cheshire, Eaton Hall, de 54 quartos, consistindo em 11 000 acre(s)s (45 km2) de parque, jardins e estábulos. A residência principal incluía pinturas de Goya, Rubens, Rafael, Rembrandt, Hals e Velázquez, entre outros. O Duque possuía outras propriedades na Escócia e em França (o Château Woolsack) dedicados ao desporto da caça. De acordo com o obituário do Times (21 de julho de 1953), "ele estava ocupado até ao dia da sua morte com grandes projetos de em Cheshire, na Lake District e na Escócia."
Possuía dois iates, o Cutty Sark e o Flying Cloud. Possuía 17 automóveis Rolls-Royce e um comboio privado projetado para facilitar a viagem do Eaton Hall diretamente para Londres, onde se localizava a sua casa de campo, chamada Grosvenor House. Foi posteriormente arrendada aos Estados Unidos para uso como Embaixada Americana.

## Serviço militar
Lorde Grosvenor tinha tomado posse como oficial dos Royal Horse Guards e estava na África do Sul a servir na Segunda Guerra dos Bôeres quando, em dezembro de 1899, sucedeu ao seu avô. Após uma breve visita a casa, retornou em fevereiro de 1900 para servir com os Imperial Yeomanry como ADC de Lorde Roberts e Lorde Milner. Ele renunciou ao seu cargo em dezembro de 1901, e foi nomeado capitão do Cheshire (Earl of Chester's) Imperial Yeomanry no mês seguinte. Após a guerra, investiu em terrenos na África do Sul e na Rodésia, e visitou a colónia com a sua esposa no final de 1902. Foi promovido a major no Cheshire Yeomanry em 1906.
Em 1908, o Duque competiu nos Jogos Olímpicos de Londres como corredor de motoboats pela Grã-Bretanha. A 1 de abril de 1908, foi nomeado tenente-coronel honorário do 16.º Batalhão, do Regimento de Londres, cargo que ocupou até 1915.  
Durante a Primeira Guerra Mundial, o Duque ofereceu-se para combate na linha da frente. Enquanto estava ligado ao Cheshire Yeomanry, desenvolveu um protótipo de Rolls-Royce armoured car para uso na França e no Egito. O Duque comandou os carros blindados do regimento durante a sua campanha de 1916 no Egito como parte da Western Frontier Force sob o comando do General William Peyton. Participou na destruição de uma força Senussi na ação de Agagia a 26 de fevereiro de 1916.  
A 14 de março de 1916, liderou os carros blindados numa incursão, destruindo o acampamento inimigo em Bir Asiso. Ao saber que as tripulações do HMT Moorina e do HMS Tara estavam a ser mantidas em condições precárias em Bir Hakeim, liderou nove carros blindados, juntamente com três carros armados mas não blindados e mais 28 carros e ambulâncias, na salvação de Bir Hakeim: uma corrida de 120
-milha (190 km) pelo deserto. Os capturadores Senussi tentaram fugir, mas os socorristas britânicos dispararam contra eles. Os prisioneiros tentaram impedir os assassinatos, mas falharam. Sobreviveram com pouco mais do que caracóis, que abundavam na região, mas afirmaram que os seus capturadores não foram excessivamente cruéis. No entanto, o carcereiro-chefe responsável pela dieta de caracóis, um clérigo muçulmano apelidado de "Holy Joe", foi enforcado com aprovação geral.

## Caso com Coco Chanel
Em Monte Carlo, em 1923, Grosvenor foi apresentado a Coco Chanel por Vera Bate Lombardi. O seu caso com Chanel durou dez anos.:36–37 O duque deu-lhe joias, arte, e comprou uma casa para Chanel no bairro de Mayfair, em Londres, e em 1927 deu-lhe um terreno na Riviera Francesa em Roquebrune-Cap-Martin, onde Chanel construiu a sua villa, La Pausa.
A técnica de Westminster na corte das mulheres levou a várias histórias apócrifas. Supostamente, ele ocultou uma enorme esmeralda não lapidada no fundo de uma caixa de vegetais entregue a Chanel. Disfarçado de entregador, Westminster apareceu no apartamento de Chanel com um ramo de flores.  

## Ideologia política
O Duque foi descrito como "um puro vitoriano que tinha olhos para a sua espingarda, os seus caçadores, os seus cães... um homem que gostava de esconder diamantes debaixo do travesseiro das suas amantes..." Era conhecido por ser muito conservador e, mais tarde, direitista.  
Destacou-se por opôr-se à homossexualidade. Em 1931, o Duque expôs o seu cunhado William Lygon, 7º Conde Beauchamp (1872–1938) como homossexual ao Rei e à Rainha. Ele esperava, alegadamente, arruinar o Partido Liberal através de Beauchamp. O Rei ficou horrorizado, supostamente dizendo: "Pensava que homens assim se suicidavam." Após a saída de Beauchamp para o continente, depois de o Duque ter reunido provas suficientes para incriminá-lo, forçando o Conde a renunciar aos seus cargos públicos, o Duque enviou-lhe uma nota que dizia: "Caro Cunhado, você teve o que merecia. Atenciosamente, Westminster."
Durante a preparação para a Segunda Guerra Mundial, apoiou várias causas de direita e antisemitas, incluindo o Right Club. Os seus ataques antisemitas eram notoriedades.
No verão de 1939, Westminster juntou-se a The Link como membro do seu conselho nacional. O historiador britânico Ian Kershaw escreveu que Westminster "tinha uma propensão para partilhar algumas das ilusões dos nazistas sobre os judeus e os maçons", o que o levou a juntar-se ao The Link. Durante a crise de Danzig, dizia-se que Westminster estava especialmente preocupado com a possibilidade de um bombardeamento estratégico alemão sobre Londres, uma vez que possuía grande parte do centro de Londres. Juntamente com Lorde Mount Temple, Lorde Brocket, o Duque de Buccleuch, Lorde Mottistone, Lorde Arnold, Lorde Sempill e Lorde Tavistock, o Duque de Westminster fez pressão sobre o governo de Chamberlain para resolver a crise de Danzig pacificamente, preferencialmente abandonando o compromisso da Grã-Bretanha de defender a Polónia. O historiador britânico Richard Griffiths descreveu Westminster como sendo "fortemente pró e anti-semita". Griffiths descreveu-o como um membro de uma facção "dura" pró-nazi na Câmara dos Lordes, que continuou a defender a Alemanha nazi no verão de 1939, mesmo quando a crise de Danzig empurrou a Grã-Bretanha para mais perto da guerra. O tema principal dos discursos de Westminster, juntamente com outros pares pró-nazis, como Lorde Redesdale, Lorde Brocket, Lorde Buccleuch, Lorde Mottistone e Lorde Sempill, era que a Grã-Bretanha não tinha nada a ver com a crise de Danzig e deveria retirar-se da crise para permitir que a Alemanha resolvesse a sua disputa com a Polónia da forma que desejasse. Em contraste com a Câmara dos Lordes não eleita, havia poucos deputados na Câmara dos Comuns que defendiam a Alemanha no verão de 1939, devido à crescente impopularidade da Alemanha nazi. Mesmo os deputados pró-alemães perceberam que expressar tais opiniões poderia custar-lhes os seus lugares nas próximas eleições gerais. Griffiths descreveu os deputados pró-nazis durante a crise de Danzig, como Archibald Ramsay e C.T. Culverwell, como "excêntricos".
No seu livro The Light of Common Day, Diana Cooper recordou-se de 1 de setembro de 1939. Ela e o seu marido, o proeminente conservador Duff Cooper, estavam a almoçar no Savoy Grill em Londres com o Duque de Westminster. Ela lembrou-se:
"Quando ele [o Duque de Westminster] acrescentou que Hitler sabia, afinal, que éramos os seus melhores amigos, ele fez explodir o barril de pólvora. 'Espero', disse Duff, 'que até amanhã ele saiba que somos os seus inimigos mais implacáveis e sem remorsos'. No dia seguinte, 'Bendor', telefonando para um amigo, disse que se houvesse guerra, isso se deveria inteiramente aos judeus e a Duff Cooper."
Em setembro de 1939, após a Grã-Bretanha declarar guerra à Alemanha nazi a 3 de setembro de 1939, após a invasão alemã da Polónia a 1 de setembro de 1939, Westminster acolheu duas reuniões em sua casa com vários pares e deputados pró-nazis. Nestas reuniões, discutiram formas de estabelecer uma paz negociada com a Alemanha. O Secretário de Estado, Lorde Halifax, recebeu informações de que as reuniões na casa de Westminster eram "de um caráter muito derrotista".
O Duque, conhecido pelas suas simpatias pró-alemãs, foi alegadamente fundamental na influência sobre a sua antiga amante, Coco Chanel, para que usasse a sua associação com Winston Churchill na tentativa de intermediar um acordo de paz bilateral entre a Grã-Bretanha e a Alemanha. No final de 1943 ou no início de 1944, Chanel e o seu amante, o espião alemão Hans Günther von Dincklage, realizaram tal missão. Com o nome de código "Operação Modellhut", foi uma tentativa envolvendo a embaixada britânica em Madrid e Chanel para influenciar Churchill e, assim, persuadir o governo britânico a negociar uma paz separada com a Alemanha. Esta missão, tal como planeada, acabou por falhar, uma vez que Churchill não tinha interesse.

## Prémios e honras
- Distinguished Service Order pelos seus feitos em 1916.[10] Foi posteriormente promovido a coronel, e a 26 de maio de 1917, foi nomeado coronel honorário do regimento.
- Foi nomeado Cavaleiro Grande Cruz da Ordem Real Victoriana (G.C.V.O.) em 1907.
- Exerceu o cargo de Lord-Lieutenant de Cheshire entre 1907 e 1920.[10]

## Casamentos e descendência
O Duque foi casado quatro vezes e divorciou-se três.  
Casou-se com Constance Edwina ("Shelagh") Cornwallis-West (1876–1970), uma prima distante, a 16 de fevereiro de 1901. Em 1909, quando o único filho do casal faleceu na ausência da mãe, o duque acusou a sua esposa de negligenciar a criança enquanto se divertia com outros homens. Em 1913, o casal vivia separado, e ambos tinham amantes. O divórcio foi finalizado a 19 de dezembro de 1919, com o duque aceitando exclusivamente a culpa pela adultério e pagando à sua esposa uma compensação de £13,000, o maior na história até aquela data. Menos de um mês após o divórcio, a duquesa casou-se com um homem muito mais jovem que era empregado do duque. O casal divorciado manteve uma cordialidade ao longo da vida, chegando a co-organizar bailes de apresentação para as suas filhas; nenhum deles teve filhos em seus casamentos subsequentes. Juntos, tiveram três fillhos:  
- Ursula Mary Olivia Grosvenor (21 de fevereiro de 1902 – 1978);
- Edward George Hugh Grosvenor, Conde Grosvenor (1904–1909), que faleceu aos 4 anos, após uma operação por apendicite;
- Mary Constance Grosvenor (27 de junho de 1910 – 2000).

O seu segundo casamento ocorreu a 26 de novembro de 1920, quando o Duque se tornou o segundo marido de Violet Mary Nelson (1891–1983). Não tiveram filhos juntos e divorciaram-se em 1926.
A sua terceira esposa foi Loelia Mary Ponsonby (1902–1993), com quem se casou a 20 de fevereiro de 1930. O casal não conseguiu ter filhos e divorciou-se em 1947, após vários anos de separação.
A sua quarta esposa foi Anne (Nancy) Winifred Sullivan (1915–2003), com quem se casou a 7 de fevereiro de 1947. Não tiveram filhos, e ela sobreviveu ao duque durante cinquenta anos.
Além dos seus quatro casamentos, o Duque teve múltiplos casos amorosos e era conhecido por oferecer presentes à sua amante do momento. Após o seu caso com Coco Chanel, ficou fascinado pela brasileira Aimée de Heeren, que não estava interessada em casar-se com ele, mas a quem ofereceu joias significativas, que outrora faziam parte das Joias da Coroa Francesa.  

## Morte
O Duque faleceu de trombose coronária no Loch More Lodge, na sua propriedade escocesa em Sutherland, em julho de 1953, aos 74 anos. Foi sepultado no cemitério da Igreja de Eccleston perto de Eaton Hall, Cheshire após a sua morte.  
A sua vasta propriedade atraiu impostos de death duties então recorde de £18,000,000, que levaram entre julho de 1953 e agosto de 1964 a serem pagos ao Repartição de Receita.  
Sobreviveu-lhe duas filhas. Os seus títulos e a propriedade de Westminster passaram para o seu primo, William Grosvenor, e, em seguida, para os dois filhos do seu meio-tio mais novo Lorde Hugh Grosvenor (morto em combate em 1914). O título é atualmente detido por Hugh Grosvenor, 7.º Duque de Westminster.